# Eparchia di Narva
L'eparchia di Narva e Peipsiveere (in estone: Narva ja Peipsiveere piiskopkond, in russo: На́рвская и Причу́дская епа́рхия) è stata eretta nel 2011 per decisione del Sinodo della chiesa ortodossa russa. Ha sede nella città di Narva, in Estonia, dove si trova la cattedrale della Resurrezione del Signore.

## Storia
La vicaria di Narva è stata istituita con decisione del Santo Sinodo il 24 aprile 1887 come Vicariato della metropolia di San Pietroburgo. Quando la chiesa ortodossa estone nel 1923 si è sottoposta alla giurisdizione del Patriarcato di Costantinopoli, è stata eretta l'eparchia di Narva, in seguito separatasi da Costantinopoli e tornata sotto la giurisdizione del Patriarcato di Mosca.
Il 27 maggio 2009 il Santo Sinodo della chiesa ortodossa russa ha istituito la carica di vescovo ausiliare con sede presso la città di Narva. In seguito l'eparchia è sorta il 30 maggio 2011, su richiesta del Metropolita di Tallinn Cornelius, scorporando dal territorio dell'eparchia di Tallinn la città di Narva ed i comuni: Illuka, Vaivara, Alajõe, Iisaku, Tudulinna, Lohusuu, Torma, Kasepää, Pala e Alatskivi. Il primo vescovo titolare dell'eparchia è Lazzaro (Gurkin), già vescovo ausiliare di Tallinn.